# NGC 2246
NGC 2246 est une nébuleuse en émission située dans la constellation de la Licorne. NGC 2246 a été découvert par l'astronome américain Lewis Swift en 1886.
NGC 2246 est une partie de la grande nébuleuse de la Rosette.